# 石川県の市町村旗一覧
石川県の市町村旗一覧（いしかわけんのしちょうそんきいちらん）は、石川県内の市町村に制定されている、あるいは制定されていた市町村旗の一覧である。なお、一覧の順序は全国地方公共団体コード順による。廃止された市町村旗は廃止日から順に掲載している。

## 市部
| 市       | 市旗 | 制定有無 | 制定日        | 旗の色                                         | 備考                                             |
| -------- | ---- | -------- | ------------- | ---------------------------------------------- | ------------------------------------------------ |
| 金沢市   |      | なし     | なし          | 地色は紫色であり、紋章は白色が指定されている   |                                                  |
| 七尾市   |      | あり     | 2004年10月1日 | 地色は白色であり、紋章は指定色が指定されている | 初代の市旗である                                 |
| 小松市   |      | あり     | 1970年4月24日 | 地色は松葉色であり、紋章は白色が指定されている |                                                  |
| 輪島市   |      | なし     | なし          | 地色は白色であり、紋章は指定色が指定されている | 2代目の市旗である                                |
| 珠洲市   |      | あり     | 1954年9月16日 | 地色は白色であり、紋章は赤色が指定されている   |                                                  |
| 加賀市   |      | あり     | 2005年10月1日 | 地色は白色であり、紋章は指定色が指定されている | 2代目の市旗である                                |
| 羽咋市   |      | なし     | なし          | 地色は濃緑色であり、紋章は白色が指定されている |                                                  |
| かほく市 |      | なし     | なし          | 地色は白色であり、紋章は指定色が指定されている |                                                  |
| 白山市   |      | なし     | なし          | 地色は白色であり、紋章は指定色が指定されている |                                                  |
| 能美市   |      | なし     | なし          | 地色は白色であり、紋章は指定色が指定されている |                                                  |
| 野々市市 |      | あり     | 1960年10月1日 | 地色は紫色であり、紋章は白色が指定されている   | 野々市町旗として制定され、市制施行後に継承される |

## 町村部
| 郡     | 町村       | 市町村旗 | 制定有無 | 制定日       | 旗の色                                         | 備考              |
| ------ | ---------- | -------- | -------- | ------------ | ---------------------------------------------- | ----------------- |
| 能美郡 | 川北町     |          | なし     | なし         | 地色は紺色であり、紋章は白色が指定されている   |                   |
| 河北郡 | 津幡町     |          | なし     | なし         | 地色は白色であり、紋章は緑色が指定されている   |                   |
| 河北郡 | 内灘町     |          | なし     | なし         | 地色は白色であり、紋章は緑色が指定されている   |                   |
| 羽咋郡 | 志賀町     |          | なし     | なし         | 地色は水色であり、紋章は指定色が指定されている | 2代目の町旗である |
| 羽咋郡 | 宝達志水町 |          | あり     | 2005年7月1日 | 地色は白色であり、紋章は指定色が指定されている |                   |
| 鹿島郡 | 中能登町   |          | なし     | なし         | 地色は白色であり、紋章は指定色が指定されている |                   |
| 鳳珠郡 | 穴水町     |          | なし     | なし         | 地色は白色であり、紋章は指定色が指定されている |                   |
| 鳳珠郡 | 能登町     |          | なし     | なし         | 地色は白色であり、紋章は指定色が指定されている |                   |

## 廃止された市町村旗
| 市郡   | 町村     | 市町村旗              | 制定有無 | 制定日         | 廃止日        | 旗の色                                                                                                  | 備考             |
| ------ | -------- | --------------------- | -------- | -------------- | ------------- | --- | ---------------- |
| 河北郡 | 高松町   |                       | なし     | なし           | 2004年3月1日  | - |                  |
| 河北郡 | 宇ノ気町 |                       | なし     | なし           | 2004年3月1日  | 地色は臙脂色であり、紋章は白色が指定されている                                                          |                  |
| 河北郡 | 七塚町   |                       | なし     | なし           | 2004年3月1日  | - |                  |
| 七尾市 |          |                       | あり     | 1970年7月10日  | 2004年10月1日 | 地色は白色であり、紋章は濃紺色が指定されている                                                          | 初代の市旗である |
| 鹿島郡 | 田鶴浜町 |                       | なし     | なし           | 2004年10月1日 | - |                  |
| 鹿島郡 | 中島町   |                       | なし     | なし           | 2004年10月1日 | - |                  |
| 鹿島郡 | 能登島町 |                       | なし     | なし           | 2004年10月1日 | - |                  |
| 松任市 |          |                       | あり     | 1970年10月10日 | 2005年2月1日  | 地色は濃緑色であり、紋章は白色が指定されている                                                          |                  |
| 石川郡 | 美川町   |                       | なし     | なし           | 2005年2月1日  | 地色は白色であり、紋章は臙脂色が指定されている                                                          |                  |
| 石川郡 | 鶴来町   |                       | なし     | なし           | 2005年2月1日  | 地色は紫色であり、紋章は白色が指定されている                                                            |                  |
| 石川郡 | 河内村   |                       | なし     | なし           | 2005年2月1日  | 地色は緑色であり、紋章は白色が指定されている                                                            |                  |
| 石川郡 | 吉野谷村 |                       | なし     | なし           | 2005年2月1日  | 地色は紺色であり、紋章は白色が指定されている                                                            |                  |
| 石川郡 | 白峰村   |                       | 規定なし | 規定なし       | 2005年2月1日  | 規定なし 便宜的に地色は黄緑色であり、紋章は白色が指定されている                                         |                  |
| 石川郡 | 尾口村   |                       | あり     | 1971年4月1日   | 2005年2月1日  | 地色は臙脂色であり、紋章は白色が指定されている                                                          |                  |
| 石川郡 | 鳥越村   |                       | なし     | なし           | 2005年2月1日  | 地色は白色であり、紋章は黄緑色が指定されている                                                          |                  |
| 能美郡 | 辰口町   |                       | なし     | なし           | 2005年2月1日  | - |                  |
| 能美郡 | 寺井町   |                       | あり     | 1975年1月1日   | 2005年2月1日  | 地色は緑色であり、紋章は白色が指定されている                                                            |                  |
| 能美郡 | 根上町   |                       | なし     | なし           | 2005年2月1日  | - |                  |
| 鳳至郡 | 能都町   |                       | なし     | なし           | 2005年3月1日  | 地色は白色であり、紋章は水色が指定されている                                                            |                  |
| 鳳至郡 | 柳田村   |                       | なし     | なし           | 2005年3月1日  | 地色は濃緑色であり、紋章は橙色が指定されている                                                          |                  |
| 珠洲郡 | 内浦町   |                       | なし     | なし           | 2005年3月1日  | 地色は白色であり、紋章は紫色が指定されている                                                            |                  |
| 鹿島郡 | 鳥屋町   |                       | なし     | なし           | 2005年3月1日  | - |                  |
| 鹿島郡 | 鹿島町   |                       | なし     | なし           | 2005年3月1日  | - |                  |
| 鹿島郡 | 鹿西町   |                       | なし     | なし           | 2005年3月1日  | - |                  |
| 羽咋郡 | 志雄町   |                       | なし     | なし           | 2005年3月1日  | 地色は茶色であり、紋章は白色・黄色・黄緑が指定されている                                                |                  |
| 羽咋郡 | 押水町   |                       | なし     | なし           | 2005年3月1日  | 地色は水色であり、紋章は白色が指定されている                                                            |                  |
| 羽咋郡 | 志賀町   |                       | なし     | なし           | 2005年9月1日  | 地色は青色であり、紋章は黄色が指定されている                                                            |                  |
| 羽咋郡 | 富来町   |                       | なし     | なし           | 2005年9月1日  | 地色は白色であり、紋章は黒色が指定されている                                                            |                  |
| 加賀市 |          |                       | なし     | なし           | 2005年10月1日 | 地色は緑色であり、紋章は白色が指定されている                                                            | 初代の市旗である |
| 江沼郡 | 山中町   |                       | なし     | なし           | 2005年10月1日 | 地色は白色であり、紋章は茶色が指定されている                                                            |                  |
| 輪島市 |          | （金色篇） （白色篇） | あり     | 1973年11月3日  | 2005年10月1日 | 金色篇:地色は朱色であり、紋章は金色が指定されている 白色篇:地色は朱色であり、紋章は白色が指定されている | 初代の市旗である |
| 鳳珠郡 | 門前町   |                       | なし     | なし           | 2005年10月1日 | - |                  |

### 自治体書籍
- 七尾市役所『旧・七尾市例規集』石川県七尾市。
- 寺井町役場『寺井町例規集』石川県能美郡寺井町。
- 輪島市役所『旧・輪島市例規集』石川県輪島市。